# Sydney Bailey
Sydney Frederick Bailey (1886; data de morte desconhecido) foi um ciclista britânico que competiu representando o Reino Unido nos Jogos Olímpicos de 1908.